# Lopesia simplex
Lopesia simplex är en tvåvingeart som beskrevs av Maia 2002. Lopesia simplex ingår i släktet Lopesia och familjen gallmyggor. Inga underarter finns listade i Catalogue of Life.